# Tropico
Tropico é um jogo eletrônico do gênero simulação e estratégia exclusiva de PCs desenvolvido pela PopTop Software e publicado pela Gathering of Developers em 2001. O jogador assume o papel de 'El Presidente', que controla uma ilha no Caribe durante a Guerra Fria. O jogo foi lançado para Microsoft Windows e Mac OS X.

O jogo apresenta uma república das bananas usando grande quantidade de humor, enquanto referencia temas como totalitarismo, fraude eleitoral e intervenções de poderosas empresas ou das superpotências da Guerra Fria.
Tropico conta com o estilo latino de Música Dominicana, amplamente interpretado por Daniel Indart. O jogo venceu na categoria Composição de Música Original em 2002 no Interactive Achievement Awards.
Tropico teve muitos pacotes de expansão e novas edições, incluindo Tropico: Paradise Island, lançada em 27 de Junho de 2002. Uma sequência, Tropico 2: Pirate Cove, foi lançada em 8 de abril de 2003.

## Jogabilidade
Independente de qualquer outra condição de vitória, o objetivo principal de Tropico é permanecer no poder. Se a população da ilha desaprova as ações do jogador, eles podem propor o Impeachment de seu líder. Facções individuais e potências também podem terminar ou desfazer o mandato do 'El Presidente'. Rebeldes podem derrotar o exército e atacar o palácio. Se o exército estiver insatisfeito ele pode organizar um Coup d'état.
De outro modo, se as potências da guerra fria se tornarem infelizes com o regime do jogador, eles podem lançar uma invasão ao país. Nas versões mais recentes do jogo facções insatisfeitas também podem organizar protestos capazes de ruir instalações chave. Um líder bem-sucedido terá de atender as necessidades da população, das facções políticas locais e da política mundial, ou estabelecer e policiar um regime totalitário e observar o exército cuidadosamente.
Em jogos de mapas aleatórios, o jogador pode personalizar o mapa da ilha ajustando seu tamanho e detalhes de acordo com sua preferência pessoal. Muitos outros aspectos do gameplay como dificuldades políticas ou econômicas podem ser configuradas para fazer o jogo mais fácil ou mais difícil. O jogador é capaz de ordenar um número de decretos governamentais, alguns dos quais requerem financiamento ou disponibilidade de alguns prédios em particular. Decretos são usados para conseguir vários efeitos no jogo, desde apaziguar uma das superpotências por apoiá-la abertamente, até instaurar lei marcial ou cortar os impostos da população.
O jogo calcula uma pontuação para o jogador ao fim do jogo. Esta pontuação é baseada em vários fatores, incluindo a felicidade dos habitantes da ilha, a situação econômica da ilha, quanto dinheiro o jogador pôs na sua conta da Suíça para sua aposentadoria e o nível de dificuldade escolhido no começo do jogo.

### Modos
Tropico pode ser jogado em três modos de jogo diferentes: cenário, campanha ou jogo personalizado/mapa aleatório.
- Cenários são condições de jogo predeterminadas, com objetivos definidos que devem ser alcançados para conseguir uma vitória. O jogo inclui muitos cenários cada qual com um nível de dificuldade. Objetivos de cenário são mais complexos do que aqueles disponíveis num jogo personalizado.
- Campanha, disponível do Tropico 3 em diante, envolve uma série de cenários conectados em ordem crescente de dificuldade. No Tropico 4, a campanha envolve uma série de subtramas bem-humoradas na qual cada objetivo do cenário está conectado com uma história na qual 'El Presidente' interage com vários personagens e potências.
- Jogos personalizados permitem que todas as condições iniciais sejam controladas. Isso inclui altitude, vegetação, cobertura da água na ilha e a probabilidade de eventos aleatórios durante a partida. Também permite ao jogador escolher quantos anos de jogo (mínimo de 10 e máximo de 70) serão decorridos e quais condições determinarão a vitória.

O jogo também inclui um nível tutorial que ensina ao jogador as mecânicas do jogo e os controles.

### Políticas e facções
Enquanto 'El Presidente' tem total controle sobre as vidas do povo de Tropico, a política desempenha um importante papel no gameplay do jogo. O jogador deve decidir se quer manter eleições livres, tentando manipular a eleição por intimidar os eleitores ou rejeitar a democracia e liderar uma ditadura na ilha. Essas decisões tem efeito direto no respeito pelo líder, na felicidade e liberdade do povo. Frequentemente o jogador é avaliado por "expectativas democráticas" contra "resultados democráticos" que irão influenciar a opinião pública a respeito de sua liderança. Ter eleições livres aumentam o respeito do 'El Presidente' entre a população, mas se seu apoio está baixo, há o risco do 'El Presidente' perder as eleições e ser forçado a abandonar.
Certas decisões durante o jogo podem melhorar ou piorar as relações com as superpotências. Se 'El Presidente' tenta manter relações positivas com Estados Unidos ou União Soviética eles irão supri-lo com ajuda monetária estrangeira. Através dos decretos é possível criar na sua ilha uma base militar de um dos países protegendo-a do outro e oferecendo um pagamento mensal em dinheiro. Se uma base militar é estabelecida, ela pode solicitar por tarefas específicas e se sua satisfação com o jogador se tornar muito baixa, ela pode depor 'El Presidente' de seu cargo. Tropico 4 introduz "forças neutras" que não dão ajuda, mas ter um bom relacionamento com elas permite muitas oportunidades de negócios, além de eliminar o risco delas invadirem o país se estiverem descontentes. Entre elas estão o império britânico, a união europeia, o oriente médio e a República Popular da China.
Se pressionados o suficiente, o povo pode escolher se rebelar contra 'El Presidente' conduzindo ataques de guerrilha contra vários prédios na ilha. Se a rebelião se fortalecer o bastante isto resultará na derrubada do jogador. Um certo contingente militar insatisfeito também pode organizar um golpe. Frequentemente, ameaças ao poder podem ser medidas baseadas nas características "leadership qualities" e "courage". Por exemplo um cidadão com baixa liderança mas com alta coragem, pode não ter capacidade de começar uma rebelião, mas pode ser capaz de se juntar a uma.
A maioria da população está alinhada com uma das facções políticas, com alguns cidadãos sendo membros de uma ou mais facções. Em Tropico 4, muitas facções tem um líder identificável que tem uma segunda identidade. Segue uma lista das facções, suas principais exigências e (em Tropico 4) seus líderes:
- Comunistas: geralmente uma das maiores facções, estão mais concentrados em adequar habitação, saúde e emprego para as massas, e diminuir as diferenças de salário entre os trabalhadores da ilha. Eles também preferem uma política estrangeira pró-soviéticos. Seu líder geralmente é um fazendeiro ou um revolucionário de esquerda do Che Guevara.
- Capitalistas: estão em oposição aos comunistas e são uma facção menor, mas bastante influente. Estão interessados no desenvolvimento econômico, provisões para gastos supérfluos e baixa taxa de crimes na ilha. Os capitalistas preferem uma política estrangeira pró-americanos e são frequentemente liderados por um grande empresário.
- Religiosos: uma das maiores facções na ilha. Isto se deve ao alto valor que os cidadãos colocam em sua fé. Eles frequentemente estão preocupados com o acesso e qualidade das instituições religiosas na ilha, assim como da moralidade. Tranquilizá-los pode frequentemente resultar in maiores reduções nas liberdade pois eles são persuadidos com decretos tais como "Fogueira de Livros", "Proibição", "Controle de Natalidade" e "Inquisição." A facção religiosa tende a ser liderada por um padre ou um bispo. Ter catedrais e igrejas na ilha encoraja o crescimento dessa facção (quando os cidadãos vão à igreja eles se tornam mais religiosos), não ter o suficiente delas pode manter esta facção pequena, entretanto seus poucos membros vão se opor ao governo. Em Tropico 4, o líder da facção religiosa é um bêbado que defende fábricas de rum (i.e. contra Proibição). Seus interesses normalmente conflitam com os dos intelectuais e dos ambientalistas.
- Intelectuais: esta é uma das menores facções na ilha e tende a ter mais acusadores. Eles estão preocupados com o accesso à educação bem como a manutenção da liberdade na ilha. Eles podem ser uma das mais difíceis facções de satisfazer e ocasionalmente põem uma ameaça ao poder, especialmente se o jogador está aplicando um regime autoritário. É frequentemente liderada por um professor. Em Tropico 4, a facção intelectual é liderada pela Miss Pineapple, que revela sua identidade alternativa como Mistress Pineapple quando o primeiro cabaret é construído.
- Militares: esta é uma facção de tamanho médio, mas poderosa. Principalmente interessada no tamanho e bem-estar militar da ilha. Eles são uma das maiores ameaças ao poder, os muitos membros armados desta facção podem lançar um golpe contra o jogador. Priorizar os militares pode resultar numa diminuição da liberdade e chamar os civis a se rebelarem. A facção militar é normalmente liderada por um soldado ou general.
- Ambientalistas: uma facção muito pequena. Eles estão mais preocupados com a beleza natural da ilha e a redução da poluição. Eles se opõem as operações madeireiras e de mineração, bem como a maior parte da indústria. Frequentemente em conflito com os interesses dos capitalistas e comunistas. Podem ser acalmados pela construção de depósitos de lixo, ou instaurando decretos relacionados ao ambiente, tais como o regulamento anti-lixo, mas isto geralmente resulta num alto custo de manutenção e baixa de produtividade. Também se satisfazem pelo plantio frequente de árvores (que podem ser feitos de ambos os lados das estradas antes que elas sejam terminadas). Em Tropico 4, dos ambientalistas, Sunny Flowers, é também co-apresentadora do Tropical News Today. Ainda em Tropico 4 os ambientalistas se tornam mais importantes que nas versões anteriores, pois se insatisfeitos eles podem empreender protestos paralisando minas, fábricas ou outras fontes de poluição.
- Tradicionalista: disponível em Tropico 4, eles buscam um culto de devoção ao líder. Querem que monumentos em honra ao 'El Presidente' sejam levantados. Não gostam quando 'El Presidente' é criticado. Penultimo, o assistente do 'El Presidente' é também o líder dos tradicionalistas em Tropico 4.
- Nacionalistas: disponível desde Tropico 3, eles se opõem a qualquer influência externa e ficam insatisfeitos quando muitos imigrantes são permitidos na ilha, ou quando 'El Presidente' se submete à vontade das potências estrangeiras, forjando alianças ou concedendo benefícios especiais aos Estados Unidos ou União Soviética. Seu líder é um homem careca com tatuagens no rosto, conhecido somente pelo seu apelido, "El Diablo".

Facções podem ser manipuladas positiva e negativamente, principalmente através de decretos e construções. Por exemplo, o jogador pode escolher negociar com os líderes da facção ou se eles se tornaram uma ameaça, pode assassiná-los ou aprisioná-los. Os outdoors da ilha podem divulgar propaganda para uma facção, e escolas podem ser paroquiais ou militares.

### Personagens
Antes de iniciar um jogo personalizado, o jogador pode modelar seu próprio 'El Presidente' ou selecionar um de uma lista de líderes prontos. Estes incluem figuras da vida real como Che Guevara, Fidel Castro, e Augusto Pinochet; governantes ficcionais como Hernando Blanco e Sancho Baraega, bem como governantes variados e até mesmo o músico Lou Bega.
Depois que o jogador escolher um líder, poderá personalizar o perfil especificando as forças e fraquezas de personalidade, isso significa como ele chegou no poder e seus antecedentes sociais. Essas escolhas afetam as atitudes das facções e das superpotências, e também podem alterar custos ou consequências no jogo.

#### Lista de pessoas da vida real
A lista a seguir mostra figuras reais apresentadas em Tropico, a maioria deles associados com políticos da américa latina durante a guerra fria:
- Ernesto "Che" Guevara
- Fidel Castro
- Eva Perón (chamada Evita de Peron no jogo)
- Hernández Martínez
- Violeta Chamorro
- François Duvalier (conhecido por seu apelido, "Papa Doc" no jogo)
- Juan Perón
- Augusto Pinochet
- António Salazar
- Anastasio Somoza García (chamado Anastasio Somoza Sr. no jogo)
- Manuel Noriega
- Alfredo Stroessner
- Rafael Trujillo

Lou Bega, que é um músico pop normalmente conhecido pela canção "Mambo No. 5," também está disponível como ditador. Ele foi incluso como parte de um acordo de licenciamento que também integrava uma de suas canções ao lançamento alemão de Tropico.